# Drosophila clavata
Drosophila clavata är en tvåvingeart som beskrevs av Elmo Hardy 1965. Drosophila clavata ingår i släktet Drosophila och familjen daggflugor.
Artens utbredningsområde är Hawaii.